# Carlos Augusto Taunay
Carlos Augusto Taunay (França, 17 de agosto de 1791 – Rio de Janeiro, 22 de outubro de 1867), também conhecido como Charles Auguste Taunay, foi militar, naturalista e administrador franco-brasileiro. Filho do pintor Nicolas-Antoine Taunay, Taunay fez carreira militar, conquistando a patente de major.
Taunay encarregou-se da gestão da fazenda de café da família, o que lhe permitiu adquirir conhecimentos sobre o modo de produção escravista praticado no Império do Brasil. A partir deste conhecimento, Taunay começou a escrever em 1831 e publicou em 1839 o "Manual do Agricultor Brasileiro", no qual tratou sobre como administrar uma propriedade agrícola com mão de obra escravizada, além de comentar mudanças climáticas decorrentes da transferência da corte portuguesa para o Brasil.
Em 1862, Taunay escreveu o "Viagem pitoresca a Petrópolis para servir de roteiro aos viajantes e recordação deste ameno torrão brasileiro", um dos primeiros guias de viagem publicados no Brasil.